# Thouarella grasshoffi
Thouarella grasshoffi är en korallart som beskrevs av Stephen D. Cairns 2006. Thouarella grasshoffi ingår i släktet Thouarella och familjen Primnoidae. Inga underarter finns listade i Catalogue of Life.